# گیل اسکیدمور
گیل اسکیدمور (به انگلیسی: Gayle Skidmore) خواننده-ترانه‌پرداز، موسیقی‌دان، آهنگساز و چند-سازنواز اهل سن دیگو، کالیفرنیا می‌باشد. او بیش از ۲۰۰۰ ترانه نوشته، در سراسر جهان تور برگزار کرده و با هنرمندان گوناگون بسیاری همکاری داشته است.